# Juji Hamano
Juji Hamano, japonski lokostrelec, * 6. september 1980.
Sodeloval je na lokostrelskem delu poletnih olimpijskih igrah leta 2000, kjer je osvojil 42. mesto v individualni konkurenci ter na poletnih olimpijskih igrah leta 2004, kjer je osvojil 37. mesto v individualni in 8. mesto v ekipni konkurenci.